# 1,1,1-三羟甲基丙烷
1,1,1-三羟甲基丙烷（英語：1,1,1-Trimethylolethane）是一种有机化合物，结构简式為CH3CH2C(CH2OH)3。

## 性质
白色片状结晶。易溶于水、低级醇、丙三醇、二甲基甲酰胺，部分溶于乙酸乙酯、丙酮，微溶于乙醚、氯仿、四氯化碳，不溶于脂肪烃、芳烃和氯代烃类。吸湿性约为甘油的一半。

## 制备
由正丁醛与甲醛在碱性条件下反应得到。这里转化一分子正丁醛时用到三分子甲醛，其中两分子用于羟醛加成，一分子用于 Cannizzaro 反应歧化。

## 用途
用于生产聚酯、聚氨酯泡沫塑料，以及生产醇酸涂料、增塑剂、合成润滑剂、表面活性剂、炸药和松香酯等。也用作聚乙烯树脂的热稳定剂和纺织助剂。